# Городищенський район
Городи́щенський район — колишня адміністративно-територіальна одиниця у складі Черкаської області, Україна.

## Географія
Площа району складала 883,1 км², що становило 4,2 % усієї території області. Адміністративний центр району — місто Городище.
Район розташовувався в центральній лісостеповій частині України, в басейні правої притоки Дніпра річки Вільшанки. Нам північному заході район межував з Корсунь-Шевченківським районом, на заході — зі старим Звенигородським районом, на півдні — зі Шполянським районом, на південному сході — із Смілянським районом і на північному сході — зі старим Черкаським районом Черкаської області.
Район розташований у лісостеповій фізико-географічній зоні. На території району протікає 13 річок. Найбільші в межах району:
- Вільшанка — 80,2 км;
- Зеленянка — 16,2 км;
- Медянка — 15,2 км;
- Широкий Берег — 13,5 км.

### Корисні копалини
У надрах Городищенського району є значні природні багатства, що використовуються в будівництві. Серед них особливе місце займають величезні запаси будівельного каменю (граніти різних типів (м. Городище, села Хлистунівка та В'язівок), лабрадорити, пісковики і гнейси). Більшість цих порід використовуються як бутовий і будівельний матеріал, як лицювальний і декоративний камінь.

### Клімат
Клімат району помірно континентальний із середньорічною температурою повітря від +7 °C до +9 °C. Абсолютний мінімум температури дорівнює −41 °C, а максимум від +38 °C до +40 °C.
Переважний напрямок вітру в літні і зимові місяці північно-західний зі швидкістю до 4,4 м/секунду. Середньорічна кількість опадів коливається в межах від 457 мм до 529 мм. Висота сніжного покриву в середньому становить 13—16 сантиметрів.
Глибина промерзання ґрунту за даними бюро розрахунків і довідок Керування Гідрометслужби УРСР сягає 125 см.

### Природно-заповідний фонд
На території району розташовано 17 об'єктів природно-заповідного фонду. Пам'ятка природи Закревський бір належить до об'єктів загальнодержавного знаяення, інші — місцевого значення:
- 7 заказників: Валявський, Городищенський, Закревський, Заріччя, Модрина, Монастирський, Чуїхський;
- 4 пам'ятки природи: Закревський бір, Хлистунівське відслонення № 1, Хлистунівське відслонення № 2, Городищенське відслонення іризуючих анортозитів;
- 1 парк-пам'ятка садово-паркового мистецтва — Дендропарк Мліївської дослідної станції;
- 5 заповідних урочища: Вергунове, Довжик, Монастирок, Хвилинка, Цареві яри.

## Історія
Як адміністративно-територіальну одиницю район було утворено у 1923 році. Територіально він входив до Київської губернії (1923—1925 роки), Черкаської округи (1925—1930 роки), Київської області (1932—1953 роки).
У 1931 році приєднано район ім. Г. І. Петровського.
У 1935 р. поновлений Вільшанський район у Київській області.
З 1931 р. до 15.08.1944 район ім. Г. І. Петровського (7 березня 1933 р. м-ко Городище-Шевченківське було перейменоване на містечко Г. І. Петровського).
Станом на 1 вересня 1946 року в районі був 31 населений пункт, які підпорядковувались 17 сільським радам. З них 14 сіл, і 16 хуторів і 1 селище:
- села: Будо-Орловецька, Валява, В'язівок, Городище, Дирдин, Калинівка, Ксаверове, Мліїв, Набоків, Орловець, Петропавлівка, Старосілля, Хлистунівка, Чубівка;
- хутори: Грузька, Долини-Балки, Жовтень, Заводище, Заводянка, Затопильня, Лебеді, Лютий Садок, Попівка, П'ятихатка Друга, П'ятихатка Перша, Руденків, Скиття, Слобода, Теплий Яр, Чубівка;
- селище: залізничної станції Валява.

Села В'язівок, Городище, Мліїв і Орловець мали по дві сільські ради, які іменувались відповідно ХХХ-ка Перша і ХХХ-ка Друга сільська рада.
Із січня 1954 року район увійшов до новоствореної Черкаської області.
У листопаді 1959 р. приєднана частина ліквідованого Вільшанського району.
У грудні 1962 року у зв'язку з розукрупненням районів був розформований, 
а реформою у грудні 1966 року відновлений у нинішніх межах.
Район ліквідовано відповідно до постанови Верховної Ради України № 807-IX від 17 липня 2020 року, і включено до складу нового Черкаського району (Городищенська та Мліївська громади), та нового Звенигородського району (Вільшанська та Селищенська громади).

## Адміністративний устрій
До складу району входять 1 міська, 2 селищні та 17 сільських рад, до складу яких входять 32 населені пункти, у тому числі — 1 місто, 2 селища міського типу, 21 село та 8 селищ. Загальна кількість дворів — 24,4 тисячі.

## Економіка

### Промисловість
Промисловість району представлена 5 промисловими підприємствами:
- ПАТ «Вільшанське ремонтно-транспортне підприємство» — ремонт, технічне обслуговування і монтаж машин та устаткування для сільського та лісового господарства
- ТДВ «Хлистунівський завод залізобетонних конструкцій» — виготовлення залізобетонних конструкцій
- ПП «Цеглабуд» (Мліїв) — виробництво цегли керамічної
- ТОВ «Завод гофротари „Придніпровський“» (Городище) — виробництво гофрованого паперу та картону, паперової та картонної тари
- Виробничий підрозділ «Хлистунівський кар'єр» філії «Центр Управління промисловістю» ПАТ «Укрзалізниця» — виробництво щебеню

## Транспорт
Через територію району проходить автомобільна дорога державного значення М 04. На території району розташовані 2 залізничні станції Одеської залізниці: Городище, Цвіткове.

## Населення
Розподіл населення за віком та статтю (2001):
| Стать | Всього | До 15 років | 15-24 | 25-44 | 45-64 | 65-85 | Понад 85 |
| --- | ------ | ----------- | ----- | ----- | ----- | ----- | -------- |
| Чоловіки | 21 990 | 4020        | 2862  | 6390  | 5853  | 2752  | 113      |
| Жінки | 27 208 | 3883        | 2742  | 6364  | 7291  | 6266  | 662      |
| \| Статево-вікова піраміда \| Статево-вікова піраміда \| Статево-вікова піраміда \| \| ----------------------- \| ----------------------- \| ----------------------- \| \| Чоловіки \| Вік \| Жінки \| \| 113 \| 85 + \| 662 \| \| 189 \| 80-84 \| 837 \| \| 608 \| 75-79 \| 1852 \| \| 929 \| 70-74 \| 2005 \| \| 1026 \| 65-69 \| 1572 \| \| 1737 \| 60-64 \| 2542 \| \| 1035 \| 55-59 \| 1345 \| \| 1608 \| 50-54 \| 1758 \| \| 1473 \| 45-49 \| 1646 \| \| 1679 \| 40-44 \| 1677 \| \| 1590 \| 35-39 \| 1573 \| \| 1628 \| 30-34 \| 1552 \| \| 1493 \| 25-29 \| 1562 \| \| 1339 \| 20-24 \| 1333 \| \| 1523 \| 15-20 \| 1409 \| \| 1710 \| 10-14 \| 1603 \| \| 1346 \| 5-9 \| 1382 \| \| 964 \| 0-4 \| 898 \| |        |             |       |       |       |       |          |
| Статево-вікова піраміда |        |             |       |       |       |       |          |
| Чоловіки | Вік    | Жінки       |       |       |       |       |          |
| 113 | 85 +   | 662         |       |       |       |       |          |
| 189 | 80-84  | 837         |       |       |       |       |          |
| 608 | 75-79  | 1852        |       |       |       |       |          |
| 929 | 70-74  | 2005        |       |       |       |       |          |
| 1026 | 65-69  | 1572        |       |       |       |       |          |
| 1737 | 60-64  | 2542        |       |       |       |       |          |
| 1035 | 55-59  | 1345        |       |       |       |       |          |
| 1608 | 50-54  | 1758        |       |       |       |       |          |
| 1473 | 45-49  | 1646        |       |       |       |       |          |
| 1679 | 40-44  | 1677        |       |       |       |       |          |
| 1590 | 35-39  | 1573        |       |       |       |       |          |
| 1628 | 30-34  | 1552        |       |       |       |       |          |
| 1493 | 25-29  | 1562        |       |       |       |       |          |
| 1339 | 20-24  | 1333        |       |       |       |       |          |
| 1523 | 15-20  | 1409        |       |       |       |       |          |
| 1710 | 10-14  | 1603        |       |       |       |       |          |
| 1346 | 5-9    | 1382        |       |       |       |       |          |
| 964 | 0-4    | 898         |       |       |       |       |          |

Національний склад населення за даними перепису 2001 року:
| Національність | Кількість осіб | Відсоток |
| -------------- | -------------- | -------- |
| українці       | 47780          | 97,11 %  |
| росіяни        | 1040           | 2,11 %   |
| вірмени        | 115            | 0,23 %   |
| білоруси       | 85             | 0,17 %   |
| молдовани      | 46             | 0,09 %   |
| інші           | 135            | 0,27 %   |

Мовний склад населення за даними перепису 2001 року:
| Мова       | Кількість осіб | Відсоток |
| ---------- | -------------- | -------- |
| українська | 48002          | 97,56 %  |
| російська  | 981            | 1,99 %   |
| вірменська | 104            | 0,21 %   |
| білоруська | 38             | 0,08 %   |
| молдовська | 28             | 0,06 %   |
| інші       | 48             | 0,10 %   |

Станом на 1 жовтня 2017 року населення району складає 39831 особу (39905 осіб станом на 1 липня 2017 року, 40067 осіб станом на 1 лютого 2017 року, 40289 осіб станом на 1 грудня 2016 року, 40346 осіб станом на 1 листопада 2016 року).

### Найбільші населені пункти
| №  | Населений пункт | Населення, осіб (2007) |
| -- | --------------- | ---------------------- |
| 1  | Городище        | 15 491                 |
| 2  | Мліїв           | 4 330                  |
| 3  | Вільшана        | 3 650                  |
| 4  | В'язівок        | 2 972                  |
| 5  | Валява          | 2 641                  |
| 6  | Старосілля      | 2 587                  |
| 7  | Хлистунівка     | 2 429                  |
| 8  | Орловець        | 2 260                  |
| 9  | Вербівка        | 2 028                  |
| 10 | Дирдин          | 1 440                  |
| 11 | Цвіткове        | 1 313                  |
| 12 | Петропавлівка   | 1 224                  |
| 13 | Воронівка       | 1 164                  |

## Політика
25 травня 2014 року відбулися Президентські вибори України. У межах Городищенського району було створено 35 виборчих дільниць. Явка на виборах складала — 65,00 % (проголосували 21 605 із 33 237 виборців). Найбільшу кількість голосів отримав Петро Порошенко — 52,34 % (11 308 виборців); Юлія Тимошенко — 15,13 % (3 268 виборців), Олег Ляшко — 14,21 % (3 070 виборців), Анатолій Гриценко — 9,44 % (2 040 виборців). Решта кандидатів набрали меншу кількість голосів. Кількість недійсних або зіпсованих бюлетенів — 0,86 %.

## Освіта
Освіта району представлена 14 дошкільними закладами (2 ясла-садки, 12 садочків), 21 загальноосвітніми навчальними закладами (1 ліцей, 2 загальноосвітні школи І-ІІ ступенів, 13 загальноосвітніх шкіл І-ІІІ ступенів, 5 навчально-виховних комплекси).
Навчальні заклади І-ІІ ступенів:
- Вільшанська загальноосвітня школа
- Воронівський навчально-виховний комплекс
- Дирдинська загальноосвітня школа

Навчальні заклади І-ІІІ ступенів:
- Валявська загальноосвітня школа
- Вербівська загальноосвітня школа
- Вільшанська загальноосвітня школа
- В'язівська загальноосвітня школа
- Городищенський економічний ліцей
- Городищенська загальноосвітня школа № 1 імені С. С. Гулака-Артемовського
- Городищенська загальноосвітня школа № 2
- Городищенська загальноосвітня школа № 3
- Журавський навчально-виховний комплекс
- Калинівський навчально-виховний комплекс
- Мліївська загальноосвітня школа № 1
- Мліївська загальноосвітня школа № 2 імені М. М. Артеменка
- Орловецька загальноосвітня школа
- Петропавлівський навчально-виховний комплекс
- Старосільська загальноосвітня школа
- Товстівський навчально-виховний комплекс
- Хлистунівська загальноосвітня школа
- Цвітківська загальноосвітня школа

## Соціальна сфера

### Медицина
Медична сфера у районі представлена Городищенським районним територіальним медичним об'єднанням, до складу якого входять Городищенська центральна районна лікарня потужністю 2038 ліжок, поліклініка потужністю 265 відвідувачів за зміну, 3 дільничні лікарні загальною потужністю 221 ліжко, 5 сільських лікарських амбулаторій (з них — 3 загальної практики сімейної медицини; Вільшанська, Мліївська, Хлистунівська, Орловецька) та 12 фельдшерсько-акушерських пунктів. У Городищі діє Черкаський обласний кардіоревматологічний дитячий санаторій «Городище».
Городищенська центральна районна лікарня створена 1861 року, сучасний статус отримала 1963 року. Головним лікарем є Кравченко Василь Михайлович, Заслужений лікар України. До складу лікарні входять терапевтичне (37 ліжок), неврологічне (25 ліжок), акушерсько-гінекологічне (25 ліжок), хірургічне (30 ліжок), травматологічне (10 ліжок), урологічне (6 ліжок), отоларингологічне (6 ліжок), дитяче (23 ліжка), інфекційне (20 ліжок), реанімаційне (6 ліжок) відділення. Діагностика здійснюється у профільних кабінетах — рентгенівському, УЗД, ендоскопічному, клініко-діагностичному, лабораторії, функціональної діагностики. Поліклініка має відділення загальної практики сімейної медицини, стоматологічне відділення, денний стаціонар на 25 ліжок та профільні кабінети за 19 спеціальностями. На базі 2 амбулаторій (Вільшаноської та Мліївської) діють відділення відновного лікування та паліативної допомоги (по 20 та 5 ліжок відповідно). Діють 3 дільничні лікарні — Старосільська (7 ліжок), В'язівська (6 ліжок) та Валявська (5 ліжок).

## Культура
До культурних закладів району відносяться:
- Районний палац культури імені С. С. Гулака-Артемовського
- Центральна районна бібліотека імені В.Симиренка
- Центральна районна дитяча бібліотека
- Городищенська дитяча школа мистецтв імені С. С. Гулака-Артемовського
- Районний центр дозвілля і кіно
- Міський центр культури і туризму
- 3 селищних центрів культури і дозвілля (Вільшана, Цвіткове, Буда-Орловецька)
- 17 сільських центрів культури і дозвілля (Валява, Вербівка, Воронівка, В'язівок, Дирдине, Журавка, Зелена Діброва, Калинівка, Ксаверове, Мліїв (2 шт.), Орловець, Петрики, Петропавлівка, Старосілля, Товста, Хлистунівка)

### Музеї
- Городищенський краєзнавчий музей — м. Городище, вул. Винниченка, 7;
- Городищенський літературно-меморіальний музей Івана Ле — м. Городище, вул. Жовтнева, 141;
- Меморіальний музей Л. П. Симиренка — с. Мліїв;
- Музей історії смт Вільшана — смт. Вільшана, вул. Шевченка;
- Музей історії села Старосілля — с. Старосілля.
- Районний музей С. С. Гулака-Артемовського (Городище)
- 2 краєзнавчий музеї (Вербівка, Зелена Діброва)
- Музей «Батьківщина Т. Г. Шевченка» (вільшана)

### Спорт
Розвиток спорту у районі забезпечують 2 стадіони, 33 спортивні майданчики (з них 3 мають штучне покриття), 15 футбольних полів, 13 стрілецьких тирів при навчальних закладах, 21 спортивний зал, легкоатлетичний манеж, 2 критих тренажерних майданчики та 3 багатофункціональні сільські спортивні майданчики. У районі працюють районна громадська організація «Футбольний клуб „Городище“», громадська організація «Фізкультурно-оздоровчий спортивний клуб „Колос“» (Вільшана), Городищенська районна громадська організація «Футбольний клуб „Цукровик“», Городищенська міська громадська організація «Волейбольний клуб „Регіон“», Городищенський районний фізкультурно-оздоровчий спортивний клуб «Колос», Городищенська ДЮСШ.

## Відомі уродженці
- Петро Гулак-Артемовський (1790—1865) — український письменник, вчений, перекладач, поет, байкар.
- Семен Гулак-Артемовський (1813—1873) — український композитор, співак, драматичний артист, драматург.
- Ян Станіславський (1860—1907) — польський живописець-імпресіоніст.
- Юрій П'ятаков (1890—1937) — російський революціонер, більшовицький державний діяч, голова Тимчасового робітничо-селянського уряду України.
- Костянтин Махновський (1989) — український футболіст, воротар донецького «Олімпіка».